# 피라미드 전투
피라미드 전투(프랑스어: Bataille des Pyramides) 또는 엠바베 전투는 프랑스 혁명 전쟁 중에 1798년 7월 21일 이집트의 기자 근처에서 나폴레옹 보나파르트가 이끄는 프랑스군과 맘루크군의 사이에 벌어진 전투다. 이 전투는 나폴레옹의 큰 승리 중 하나로, 나폴레옹은 이 전투에서 대규모 사단을 방진 대형으로 편성하는 전술을 펼쳐 군사 전술에 중요한 기여 한 가지를 보탰다. 비록 피라미드들은 전투가 진행되는 동안 수평선에서 희미하게 보였을 뿐이었지만, 나폴레옹은 훗날 이 전투를 이집트의 피라미드 전투라고 부르게 된다.

## 서막
1798년 7월 나폴레옹은 알렉산드리아를 점령한 다음 카이로를 향해 행군하였다. 카이로로 진군하던 중 그는 폭력으로 이집트를 지배하는 맘루크군과 조우하였다. 15km (9 마일) 거리에 기자의 피라미드가 있었고, 카이로와는 단지 6km(4마일) 거리였다. 맘루크들은 세력가 무라드 베이와 이브라힘 베이의 명령을 받고 기병들을 모집했다. 나폴레옹은 병사들에게 다음과 같이 말하였다,
| “ | 전진! 4000년의 기억을 가진 유적이 너희를 지켜보고 있다는 것을 기억해라. | ” |

## 전투
나폴레옹은 무라드군의 진격에 대비하여 휘하 5개 사단에 각각 방진을 구성하게 하고, 방진 안쪽 중앙에는 기병 및 군수품을, 모서리에는 포병대를 배치하라고 명령했다.
프랑스군 사단들은 우익이 주도하고 좌익은 나일강의 보호를 받으며, 사다리꼴 대형으로 남쪽으로 진격했다. 나폴레옹은 오른쪽에서 왼쪽으로 차례로 드제, 레니에르(프랑스어: Reynier), 뒤가(프랑스어: Dugua), 비알(프랑스어: Vial)과 봉(프랑스어: Bon) 장군의 사단을 배치했다. 추가로 드제는 서쪽에 있는 근처 마을인 비크틸(Biktil)를 점령하기 위해 소규모 분견대를 파견했다. 무라드는 우측 나일 강에 면한 엠바베 마을에 머물렀는데, 엠바베는 보병과 몇 문의 구식 대포로 요새화되었다. 그의 맘루크 기병은 사막에 배치되었다. 이브라힘이 이끄는 2군은 나일강 동쪽 강둑에서 속수무책으로 지켜만 보며 전투에 전혀 개입할 수 없었다.
오후 3시 30분, 맘루크 기병대는 사전 경보 없이 프랑스군에게 달려들었다. 드제, 레이니어 그리고 드가가 지휘하는 사단들의 방진은 견고하게 자리를 지켰으며, 포병 및 머스켓 소총의 직사 화력으로 기병들을 물리쳤다. 프랑스군 배치 진형에 변화가 없자, 당황한 맘루크 기병들은 드제가 파견한 분견대를 공격했다. 이것마저 실패로 끝났다. 한편, 나일 강과 가깝게 배치된 본(Bon) 사단은 공격 대형으로 전환하고 엠바베 마을로 돌격했다. 마을을 돌파한 프랑스군은 수비대를 패주시켰다. 강과 프랑스군 사이에 갇힌 맘루크와 보병들이 안전하게 강을 건너기 위해 노력했지만, 그러나 이미 수백 명이 물에 빠져죽었다. 나폴레옹은 프랑스군의 피해를 전사 29명 부상 260명으로 보고했다. 무라드의 손실은 훨씬 커서 충원이 불가능한 맘루크 기병 3,000여명과 정확한 피해 상황이 알려지지 않았으나, 상당한 규모의 보병을 잃었다. 무라드는 1799년 말 드제에 쫓겨 궁지에 몰리기 전에 상부 이집트로 탈출했고, 그곳에서 게릴라 항전을 벌였다.

## 전투의 여파
맘루크군의 패배소식은 실로 믿기 어려운 소식이었다. 카이로에 있는 맘루크군은 흩어졌으며, 시리아에서 재편성해 다시 공격을 하였다. 피라미드 전투는 700년간 이집트를 지배해온 맘루크들의 종말의 계기였다. 그러나 이 행운에도 불구하고, 허레이쇼 넬슨 제독이 나일 해전에서 프랑스 해군에 승리를 거두어, 이로써 10일 후 나폴레옹은 중동 정복을 포기하게 되었다.

## 같이 보기
- 이집트 원정
- 프랑스 혁명 전쟁

## 참조 문헌
- The Egyptian expedition of 1798–1799
- History of Ottoman Egypt.
- Chandler, David, The Campaigns of Napoleon New York, Macmillan, 1966.
- Cole, Juan, Napoleon's Egypt: Invading the Middle East Palgrave Macmillan, 2007. [ISBN 1-4039-6431-9] .
- Herold, J. Christopher, The Age of Napoleon. New York, American Heritage, 1963. .
- Moorehead, Alan, The Blue Nile New York, Harper & Row, 1962.